# يويا ماتسوشيتا
يويا ماتسوشيتا (باليابانية: 松下優也) هو مغني وممثل ياباني، ولد في 24 مايو 1990 في اليابان.

## وصلات خارجية
- يويا ماتسوشيتا على موقع IMDb (الإنجليزية)
- يويا ماتسوشيتا على موقع ميوزك برينز (الإنجليزية)
- يويا ماتسوشيتا على موقع قاعدة بيانات الفيلم (الإنجليزية)